# Atari 7800
Atari 7800 — гральна консоль, створена фірмою Atari у червні 1986 року (тестовий запуск відбувся двома роками раніше, проте, через складний фінансовий стан компанії, продажі приставки були тимчасово припинені). Модель була розроблена для заміни попередньої невдалої Atari 5200, а також з метою повернути компанії лідерство на ринку ігрових консолей, котре вона втратила через натиск Nintendo та Sega. У новому продукті були усунуті недоліки попередньої версії: замість аналогових джойстиків вона мала цифрові, була також майже сумісна з моделлю 2600 та коштувала дешевше — початкова ціна становила 140 доларів США.
Модель 7800 стала першою ігровою системою Atari, розробленою іншою фірмою, а саме General Computer Corporation. Після цього іншими компаніями були розроблені Atari Lynx і Jaguar. Система була спроєктована так, щоб її можна було підключити до домашнього комп'ютера — була розроблена клавіатура, яка до того ж мала порт розширення (це був SIO-порт від 8-розрядного сімейства Atari) для підключення периферії, такої як привід гнучких дисків або принтер.

## Запуск
Atari 7800 була представлена у червні 1986 року у Каліфорнії після офіційного анонсу 21 травня 1984 року на Consumer Electronics Show. Разом із системою було представлено 13 ігор для неї: Ms. Pac-Man, Pole Position II, Centipede, Joust, Dig Dug, Desert Falcon, Robotron: 2084, Galaga, Xevious, Food Fight, Ballblazer, Rescue on Fractalus! та Track and Field.
2 липня 1984 року компанія Warner Communications продала Відділ Споживачів Atari Джеку Тремелу. Усі проєкти було припинені протягом випробувального періоду. Сучасні публікації часто помилково стверджували, що Джек "заморозив" Atari 7800, відчуваючи, що відеоігри — це примха минулого, а згодом стверджував, що він перестав підтримувати цю модель після того, як NES став успішним. Насправді ж, проблема виникла в тому, що новий власник не сплачував GCC кошти для розвитку моделі 7800. Warner і Тремел сперечалися на тему того, хто є головним, при цьому Тремел вважав, що модель 7800 мала входити до угоди з купівлі підрозділу. У травні 1985 року Джек виплатив GCC прострочений платіж, однак усі суперечки було закрито лише в листопаді. Як наслідок, консоль була випущена на продаж по всій країні у травні 1986 року.

## Ринковий потенціал
Виробництво Atari 7800 продовжувалось з 1986 по 1991 рік. Компанія 1 січня 1992 року оголосила про припинення виробництва Atari 7800, 2600 та Atari XE Game System. На той момент ринкова частка моделі 7800 становила лише 12%, в той час коли Nintendo Entertainment System займала 80% ринку.  Слід зазначити, що попри невелику ринкову частку, консоль була прибутковою для Atari, перш за все через низькі інвестиції у розробку та виробництво консолі та сумісність з Atari 2600.